# Tord Nygren
Tord Gunnar Nygren, född 10 februari 1936 i Stora Tuna församling, är en svensk illustratör och författare.